# ITV4
ITV4 es un canal de televisión británico de acceso libre que se lanzó por primera vez el 1 de noviembre de 2005. Pertenece a ITV Digital Channels, una división de ITV plc, y forma parte de la red ITV. El canal ofrece una programación diversa que abarca deportes como fútbol, rugby, billar, ciclismo, dardos y carreras de caballos. Además, presenta películas clásicas de culto como las de James Bond, dramas estadounidenses y series de acción clásicas de ITV de las décadas de 1960, 1970 y 1980.

## Historia
Se esperaba que ITV4 sustituyera al canal existente Men & Motors (que fue reemplazado por ITV HD), de manera similar a cómo Granada Plus pasó a llamarse ITV3, hasta que ITV plc anunció que ambos canales coexistirían, lo que llevó a ITV a reemplazar el canal Men & Motors existente (que fue sustituido por ITV HD). ITV planeaba reemplazar el canal de noticias fallido en TDT con CITV. Ambos canales estaban disponibles en Freeview hasta que ITV plc retiró a Men & Motors de Freeview (aunque permaneció en otras plataformas por un tiempo hasta abril de 2010) y lo reemplazó con el canal de preguntas en vivo ITV Play. Parte de la programación de Men & Motors se trasladó a ITV4.
ITV4 fue el primer canal en adoptar la nueva apariencia en pantalla que se implementó en los demás canales de ITV plc el 16 de enero de 2006. Red Bee Media fue la encargada de diseñar los nuevos logotipos y la presentación para toda la corporación, marcando el fin del diseño cuadrado amarillo y azul utilizado para ITV, ITV2, y el diseño cúbico para ITV3. En una presentación de resultados provisionales de ITV en 2005 se reveló que se había creado un logotipo de estilo antiguo para el canal, pero nunca llegó a ser utilizado en la transmisión.
Inicialmente, el canal transmitía en horario nocturno, pero amplió su programación para incluir la programación diurna en febrero de 2008, después de pruebas previas en las que CITV se trasladó a ITV4 temprano los fines de semana, cerrando a las 12:30 p. m. en lugar del horario habitual de las 6 p. m.
ITV4 fue lanzado en UPC Ireland en Irlanda el 4 de enero de 2010, marcando la primera vez que el canal estuvo oficialmente disponible en el país. Aunque el canal ya estaba disponible (y sigue estándolo) para los espectadores irlandeses vía satélite, no apareció en la guía electrónica de programas de Sky desde su eliminación el 25 de enero de 2006. El 1 de abril de 2011, ITV4, junto con ITV2 e ITV3, fue retirado de UPC Ireland debido a la expiración de un acuerdo de transporte entre UPC e ITV. UPC Ireland sostiene que ITV no estaba dispuesta a renegociar el acuerdo, ya que ITV había llegado a un acuerdo con otro proveedor de canales para otorgarle derechos exclusivos de transmisión de ciertos contenidos de los canales. Sin embargo, UPC Ireland también afirma haber estado en conversaciones hasta el último momento para seguir emitiendo los canales. ITV2, ITV3 e ITV4 fueron restablecidos en la oferta de UPC Ireland el 20 de diciembre de 2011. Virgin Media One y su canal hermano Virgin Media Two ya tienen un acuerdo de transporte para transmitir ciertos contenidos de ITV en la República de Irlanda; alternativamente, UTV está disponible en la República. ITV2, junto con ITV3 e ITV4, se encuentran disponibles en Suiza; los tres canales están disponibles en Swisscom TV y UPC Cablecom. ITV4 está registrada para transmitir dentro de la Unión Europea/EEE a través de ALIA en Luxemburgo.
El 19 de septiembre de 2022, ITV4 y otros canales digitales de ITV transmitieron simultáneamente la cobertura del funeral de Su Majestad la Reina Isabel II en la Abadía de Westminster.
El 7 de octubre de 2022, la cuenta de Twitter de ITV4 fue eliminada para optimizar los canales de ITV ante un cambio de marca programado para noviembre.

### Lanzamiento
La noche de lanzamiento de ITV4 tuvo lugar en el canal 30 de Freeview. Aunque fue transmitido en el satélite Astra 2D utilizado por Sky, los usuarios podían sintonizarlo manualmente. El 1 de noviembre, se lanzó en el canal 120 de Sky, después de ITV2 e ITV3 en la programación. Antes de esta fecha, algunos contenidos deportivos se transmitían simultáneamente en Men & Motors en una cadena llamada M&M en ITV4. Su lanzamiento oficial incluyó la transmisión de Real Betis vs. Chelsea en la UEFA Champions League (mientras que Liverpool vs. Anderlecht se emitía en ITV1 al mismo tiempo), el estreno en UKTV de Kojak y la película Carlito's Way.

## Canales subsidiarios

### ITV4+1

ITV4+1 (Tercer logotipo utilizado desde el 15 de noviembre de 2022)

A finales de octubre de 2008, se anunció el lanzamiento de una versión en diferido (+1) de ITV4 a finales de ese año. ITV4 +1 fue lanzado en Sky el 1 de diciembre de 2008, en Freesat el 9 de diciembre de 2008 y en Virgin Media el 25 de marzo de 2010. Fue eliminado de la lista de Sky el 11 de enero de 2011, debido a que el lanzamiento de ITV1 +1 ocupó espacio en la EPG; sin embargo, el canal sigue estando disponible en Freesat y Virgin. El canal fue restablecido el 1 de junio de 2012.

### ITV4HD

ITV4 HD (Tercer logotipo utilizado desde el 15 de noviembre de 2022)

El 15 de noviembre de 2010 se lanzó la transmisión simultánea en alta definición de ITV4, denominada ITV4 HD, junto con el canal hermano ITV3 HD en Sky. Inicialmente, el canal estuvo disponible a través del servicio de suscripción de Sky en un acuerdo no exclusivo, antes de ser añadido al servicio de Virgin Media el 14 de marzo de 2013. El contenido en alta definición de ITV4 HD incluye películas y eventos deportivos, como el Campeonato Británico de Turismos, el Tour de Francia, carreras de caballos, billar y dardos (incluyendo el Abierto de Reino Unido y las finales del Campeonato de Jugadores), así como destacados de otros eventos deportivos y contenido de los archivos de ITV Sport.
El 1 de noviembre de 2022, en el periodo previo al lanzamiento de ITVX y como parte del 18.º aniversario de ITV3 y el 17.º aniversario de ITV4, el cifrado fue eliminado en ITV4 HD alrededor de las 11 a. m. de ese día, quedando así disponible sin restricciones. Más tarde en ese mismo día, se añadieron datos de Freesat a ITV4 HD, indicando que el canal pronto estaría disponible en Freesat. El 8 de noviembre de 2022, la versión en alta definición reemplazó a la versión estándar en el canal 117 de Freesat. En enero de 2023, como parte de una reorganización de la Guía Electrónica de Programación (EPG) para los canales de alta definición, Virgin Media trasladó ITV4 HD desde el canal 176 al canal 118, permitiendo así que el canal fuera gratuito para todos los clientes de Virgin.

## Marca

### Cambio de marca 2013
En sintonía con el cambio de identidad corporativa de ITV, ITV4 adoptó una nueva apariencia el 14 de enero de 2013. El canal presentó un logotipo en tono "gris pizarra" y se autodenominó "la casa del deporte y los clásicos de culto". La promoción del canal incluye información sobre pubs e identificaciones que muestran "sueños hechos realidad" nominados por los espectadores.

### Cambio de marca 2022
ITV4 experimentó su primera renovación en nueve años en noviembre de 2022 como parte de la reestructuración de todos los canales principales de ITV, realizada simultáneamente con el lanzamiento del servicio de transmisión ITVX. Los identificadores fueron introducidos el 15 de noviembre de 2022. El nuevo logotipo ahora tiene un tono verde y utiliza identificaciones compartidas con ITV1, ITV2, ITV3 e ITVBe, mostrando diversas perspectivas que reflejan la imagen del canal y la programación.

### Cobertura deportiva
Antes del lanzamiento de ITV4 en 2005, la cobertura deportiva digital de ITV se encontraba en ITV2, pero tras su lanzamiento, toda la cobertura deportiva fue trasladada a ITV4. En su primera semana, el canal transmitió el mencionado partido entre el Real Betis y el Chelsea en la UEFA Champions League. Además, cubrió el encuentro entre el Middlesbrough y el Dnipro Dnipropetrovsk en la Copa de la UEFA del jueves, así como la pelea de Amir Khan contra Steve Gethin en el Braehead Arena de Glasgow el sábado.

#### Cobertura actual
Fútbol americano
- Copa FA en vivo y repeticiones (2008-2014 y 2022-presente) [17]
- Clasificatorios y amistosos del equipo femenino de Inglaterra (2021-presente) [18]
- Copa Arnold Clark (2022-presente) [19]
- Copa Mundial de la FIFA (2006-presente: partidos extra del grupo) [20]
- Campeonato de Europa de la UEFA (2008-presente: partidos extra del grupo) [21]
- Aspectos destacados del Campeonato EFL, Liga Uno, Liga Dos y Copa EFL (2022-presente: aspectos destacados en ITV4 y repetidos en ITV1) [22]

Ciclismo
- Tour de Francia (desde 2002 hasta al menos 2019, [23] [24] [25] compartido con Eurosport)
- Tour de Yorkshire
- Vuelta a España (2011-presente)
- Critérium du Dauphiné
- Critérium Internacional
- Lieja–Bastoña–Lieja
- París-Roubaix
- Ciclismo de la serie Tour
- Gira por Gran Bretaña
- Serie Revolución

Sindicato de rugby
- Copa Mundial de Rugby Femenina
- Copa Mundial de Rugby Sub-20
- Copa Mundial de Rugby
- Aspectos destacados de Aviva Premiership (2008-2017 y 2022-presente: aspectos destacados en itv4 y repetidos en itv) [26]
- Cobertura en vivo de Aviva Premiership, incluida la final de la Premiership (2022-presente)

Las carreras de caballos
- Carreras de caballos semanales se llevan a cabo los sábados por la tarde, con 40 días de grandes eventos como el Grand National transmitidos en ITV, y 60 días de carreras de caballos en ITV4 (2017-presente).

Mutomovilismo
- TT de la Isla de Man (desde 2009 hasta el presente)
- Campeonato Británico de Turismos (desde 2005 hasta el presente, en vivo hasta 2026 con lo más destacado en ITV)
- Superbikes británicas (en vivo desde 2005 hasta 2007 y lo más destacado desde 2009 hasta el presente, en vivo en British Eurosport)
- Campeonato Mundial de Superbikes (lo más destacado desde 2016 hasta el presente, en directo en Eurosport británico)
- MotoGP (2 carreras en vivo en ITV1 e ITV4 y lo más destacado de todas las carreras de 2014 a 2016, 2021-presente)
- Campeonato Mundial de Rally (aspectos destacados de 2006-2008, 2013-2015, 2020-presente)
- Motorsport UK (aspectos destacados desde 2005 hasta el presente)
- Goodwood Festival of Speed (lo más destacado en ITV, compartido con Sky Sports F1)
- Aspectos destacados de BRDC Fórmula 3 [27]

Dardos
- Campeonato de Europa (2008, 2011, 2013-presente) [28]
- Finales del campeonato de jugadores (2009-2010, 2011-presente)
- The Masters (2013-presente: torneo PDC, que no debe confundirse con el BDO Winmau World Masters con ITV cubierto de 1974 a 1988)
- Abierto de Reino Unido (2014-presente, anteriormente en Sky Sports)
- Finales de la Serie Mundial de Dardos (2015-presente)
- Serie Mundial de Dardos (6 torneos con cobertura en vivo o en diferido en ITV4 desde 2015 hasta el presente)

Snooker
- Campeón de Campeones ( 2013 –presente)
- Gran Premio Mundial (2015-presente)
- Gran final del campeonato de jugadores (2016-presente)

Boxeo
- The Big Fight Live (2005–2010 y 2017–presente, peleas seleccionadas en ITV4 con otras en ITV Box Office)
- Premier Boxing Champions (2019-presente, peleas seleccionadas en ITV4 y más peleas en ITV Box Office)

Lucha
- AEW Dynamite (2019-presente, transmisión completa en ITV4 los viernes por la noche y lo más destacado en ITV )
- AEW Rampage (2021-presente, transmisión completa en ITV4 los martes por la noche y lo más destacado en ITV )

#### Cobertura anterior
Fútbol americano
- Amistosos internacionales, eliminatorias y eliminatorias (2010-2018, de 2014 a 2018, al menos un partido de clasificación en vivo por jornada que no involucre a una nación local del Reino Unido, compartido con Sky Sports)
- Lo más destacado de la selección nacional de Escocia, Gales e Irlanda del Norte (2014-2018, en vivo por Sky Sports y lo más destacado en BBC NI, BBC Scotland y BBC Wales)
- Aspectos destacados y repeticiones de la selección nacional de Inglaterra (2008-presente, Liga de las Naciones y amistosos de temporada en vivo, además de aspectos destacados también en Sky Sports)
- UEFA Champions League (segundo partido exclusivo en ITV4 de 2005 a 2008 y partidos retrasados y destacados de 2008 a 2018, ahora en BT Sport)
- UEFA Europa League (lo más destacado de 2015 a 2018, en vivo en BT Sport) [29]
- Aspectos destacados de la Supercopa de la UEFA (2008-2014, en ITV4 si participa un club británico y aspectos destacados de 2015 a 2018)
- Repeticiones de la Copa FA (2009-2010, ahora en BBC Sport)
- Aspectos destacados de FA Community Shield (2008-2014, ahora en BT Sport y BBC Sport)
- Final del Trofeo FA (2009, ahora en BT Sport )
- Copa Mundial de la FIFA 2006 (en vivo y destacados)
- Euro 2008 (en vivo y destacados)
- Copa Mundial de la FIFA 2010 (en vivo y destacados)
- Euro 2012 (en vivo y destacados)
- Copa del Mundo (Brasil 2014) (en vivo y momentos destacados, todos los torneos importantes junto con BBC Sport)
- Campeonato de Europa (Francia 2016) (en vivo por BBC Sport e ITV Sport, juegos seleccionados y momentos destacados en ITV4)
- Copa Africana de Naciones (2012-2015, cobertura en directo y momentos destacados. Ahora en Eurosport)
- Bundesliga (lo más destacado de la semana de 2012 a 2017)
- La Liga (2019)

Carrera de botes
- The Boat Race (lo más destacado de 2006 a 2009, ahora en BBC Sport)

Boxeo
- Peleas de Frank Warren (2006-2008, ahora en BoxNation y BT Sport )
- Peleas de Hennessey (2008-2010)
- Cartelera de la pelea principal (generalmente se muestra en ITV4 con el evento principal en ITV con todas las peleas de 2008 a 2010 en ITV4)
- Carl Frampton Live: cartelera en vivo en ITV4, Frampton Live en ITV y momentos destacados en ITV4

Grillo
- Ashes Cricket (lo más destacado de 2010 a 2011)
- IPL Cricket (2010-2014, ahora en BT Sport)
- Lo más destacado de la Copa Mundial de Cricket (2015, en vivo por Sky Sports con lo más destacado en ITV e ITV4)

Snooker
- Power Snooker (2010-2011)
- Abierto Mundial ( 2013 )
- Snooker Shoot Out (2016-2018, ahora en Eurosport)

Dardos
- Grand Slam of Darts (2007-2010, ahora en Sky Sports)

Automovilismo
- Fórmula 1 (lo más destacado y repeticiones de 2006 a 2008, ahora en Channel 4 y Sky Sports F1 )
- GP2 Series (en vivo y lo más destacado de 2006 a 2008, ahora en Sky Sports F1)
- DTM (lo más destacado de 2012–)
- Fórmula E (2014-2016, ahora en Channel 4, Quest y Eurosport)

Ciclismo
- Gira por California (2011)

Sindicato de rugby
- Lo más destacado de la Copa LV (2010-2017, en vivo por Sky Sports)
- Lo más destacado de la Copa Heineken (2010-2014, en vivo por Sky Sports, que terminó cuando se convirtió en la Copa de Campeones de Europa)

Tenis
- Masters de tenis del Royal Albert Hall (2010-2014)
- Abierto de Francia (2012-2021) [30]